# Municipio de Van Buren (condado de Shelby, Indiana)
El municipio de Van Buren (en inglés: Van Buren Township) es un municipio ubicado en el condado de Shelby en el estado estadounidense de Indiana. En el año 2010 tenía una población de 1480 habitantes y una densidad poblacional de 20,47 personas por km².

## Geografía
El municipio de Van Buren se encuentra ubicado en las coordenadas 39°39′43″N 85°47′31″O / 39.66194, -85.79194. Según la Oficina del Censo de los Estados Unidos, el municipio tiene una superficie total de 72.29 km², de la cual 72,27 km² corresponden a tierra firme y (0,02 %) 0,02 km² es agua.

## Demografía
Según el censo de 2010, había 1480 personas residiendo en el municipio de Van Buren. La densidad de población era de 20,47 hab./km². De los 1480 habitantes, el municipio de Van Buren estaba compuesto por el 98,45 % blancos, el 0,07 % eran afroamericanos, el 0,27 % eran amerindios, el 0,07 % eran asiáticos, el 0,2 % eran de otras razas y el 0,95 % eran de una mezcla de razas. Del total de la población el 1,08 % eran hispanos o latinos de cualquier raza.